# Otmuchów (gmina)
Otmuchów – gmina miejsko-wiejska w województwie opolskim, w powiecie nyskim.
Siedziba gminy to Otmuchów.
Według danych z 30 czerwca 2004 gminę zamieszkiwało 14 338 osób, a według spisu powszechnego z 2011 r. 14 124. Według danych GUS w 2014 roku gminę zamieszkiwało 13 853 mieszkańców. W latach 2002–2015 liczba mieszkańców zmalała o 4,5%. Według danych z 31 grudnia 2019 roku gminę zamieszkiwało 13 501 osób.

## Historia podziału administracyjnego
Gmina należy do województwa opolskiego od momentu utworzenia go. W latach 1945-1975 gmina należała do powiatu grodkowskiego. Po likwidacji gminy Kałków w 1975, przejmuje większość sołectw zlikwidowanej gminy, rozszerzając swe terytorium o obszar położony na południe od Nysy Kłodzkiej.

## Struktura powierzchni
Według danych z roku 2002 gmina Otmuchów ma obszar 188,23 km², w tym:
- użytki rolne: 71%
- użytki leśne: 6%

Gmina stanowi 15,38% powierzchni powiatu.

## Demografia

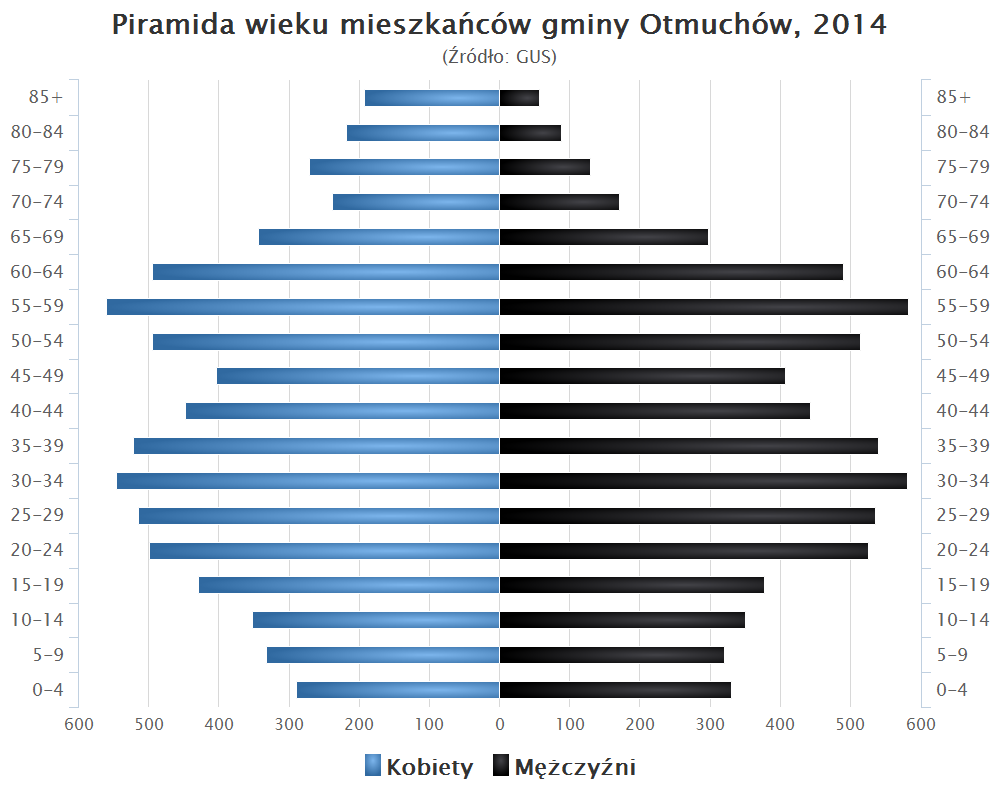
Piramida wieku mieszkańców gminy Otmuchów w 2014 roku

| Opis                              | Ogółem | Ogółem | Kobiety | Kobiety | Mężczyźni | Mężczyźni |
| --------------------------------- | ------ | ------ | ------- | ------- | --------- | --------- |
| Jednostka                         | osób   | %      | osób    | %       | osób      | %         |
| Populacja 2004                    | 14 338 | 100    | 7317    | 51,0    | 7021      | 49,0      |
| Gęstość zaludnienia [mieszk./km²] | 76,2   | 76,2   | 38,9    | 38,9    | 37,3      | 37,3      |
| Populacja 2011                    | 14 124 | 100    | 7258    | 51,4    | 6866      | 48,6      |
| Gęstość zaludnienia [mieszk./km²] | 75,0   | 75,0   | 38,6    | 38,6    | 36,5      | 36,5      |

## Sołectwa
Broniszowice,
Buków,
Goraszowice,
Grądy (przysiółki Laskowice, Pasieki),
Janowa,
Jarnołtów,
Jasienica Górna,
Jodłów,
Kałków,
Kijów,
Kwiatków,
Lasowice,
Ligota Wielka,
Lubiatów,
Łąka,
Maciejowice,
Malerzowice Małe,
Meszno,
Nadziejów (przysiółek Kamienna Góra),
Piotrowice Nyskie (przysiółek Krakówkowice),
Ratnowice,
Rysiowice,
Siedlec, Suszkowice,
Starowice, Ulanowice,
Wierzbno (przysiółek Zwierzyniec),
Zwanowice.

## Części miasta Otmuchów
Nieradowice,
Sarnowice,
Śliwice, 
Wójcice.

## Sąsiednie gminy
Głuchołazy, Kamiennik, Nysa, Paczków, Pakosławice, Ziębice. Gmina sąsiaduje z Czechami.